# Кватчі
Кватчі́ (рос. Кватчи) — присілок в Можгинському районі Удмуртії, Росія.
Присілок був утворений шляхом об'єднанням двох — Верхні та Нижні Кватчі.
Урбаноніми:
- вулиці — Верхня, Весняна, Зарічна, Нижня, Олімпійська, Фестивальна
- площі — Центральна

## Населення
Населення — 737 осіб (2010; 694 в 2002).
Національний склад станом на 2002 рік:
- удмурти — 92 %